# David Mundell
David Mundell (Dumfries, 27 maggio 1962) è un avvocato e politico scozzese, membro dei Conservatori Scozzesi e ministro del Governo britannico, che ha ricoperto la carica di Segretario di Stato per la Scozia dal 2015 al 2019. Mundell è stato il primo conservatore a detenere la carica sin da Michael Forsyth nel 1997.

## Biografia
Mundell rappresenta il collegio scozzese di Dumfriesshire, Clydesdale and Tweeddale dal 2005 e fino al 2017 è stato l'unico membro scozzese  del Parlamento di Westminster appartenente al Partito Conservatore alla Camera dei comuni.
Dopo essere stato Segretario ombra dal 2005 al 2010, fu nominato Segretario di Stato per la Scozia a seguito delle elezioni generali nel Regno Unito del 2015, essendo in precedenza stato Sottosegretario di Stato per la Scozia dal 2010 al 2015. Boris Johnson non lo ha riconfermato nella carica nel luglio 2019.
Mundell è stato anche il primo ministro del gabinetto di governo apertamente gay.